# Nikolaus Geiger

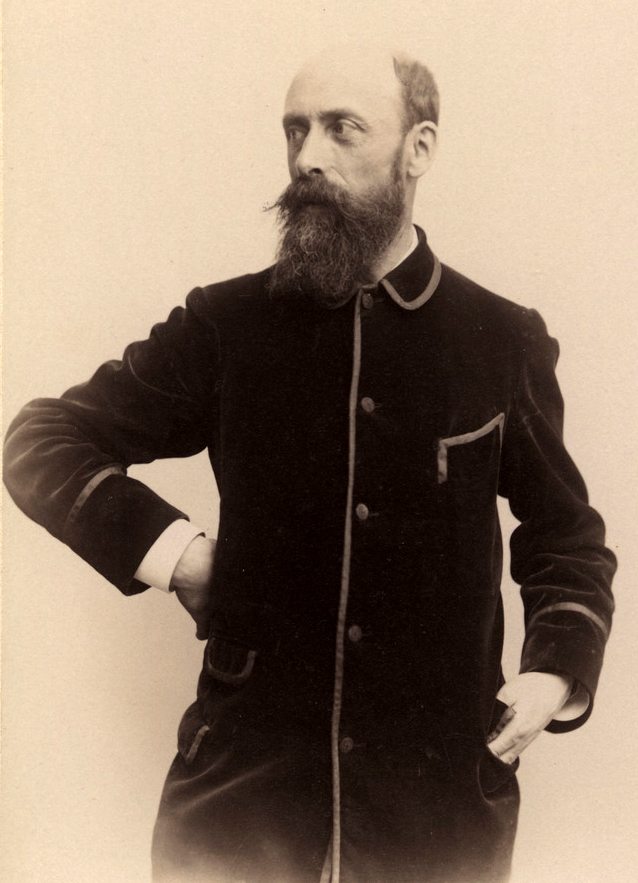
Nikolaus Geiger (um 1893)

Nikolaus Geiger (* 6. Dezember 1849 in Lauingen, Bayern; † 27. November 1897 in Deutsch-Wilmersdorf) war ein deutscher Maler, Bildhauer und Hochschullehrer an der Berliner Kunstakademie. Seine Ehefrau war die Bildhauerin Henny Spiegel.

## Leben
Zunächst begann Geiger eine Steinmetz-Lehre, die er jedoch abbrach, um mit 16 Jahren an die Münchner Kunstakademie zu gehen, wo bereits sein älterer Bruder Caspar Augustin Geiger studierte. Nikolaus Geiger war Schüler von Joseph Knabl und nahm an mehreren Wettbewerben innerhalb der Akademie erfolgreich teil. 1872 verließ er die Akademie.
Während des kurzen, nach dem gewonnenen Deutsch-Französischen Krieg 1870/1871 einsetzenden Wirtschaftsbooms ging Geiger nach Berlin, wo er aber zunächst nur schwer Fuß fassen konnte. Erst durch die Mitarbeit am Palais Tiele-Winckler für die Familie von Tiele-Winckler wurde er auch in Berlin bekannt. 1877 bis 1879 absolvierte er Studien in Italien, war 1880 in Paris, 1881 in Wien und 1881 bis 1884 in München. Zurück in Berlin bezog Geiger Parterre und Hof in der Dessauerstraße 7 in Berlin-Lankwitz. 1886, beim Bau der Kuppelhalle des Landesausstellungsgebäudes am Lehrter Bahnhof unter den Architekten Kayser & von Großheim wurden die Kunstschöpfungen in der Gesamtanlage von Nicolaus Geiger übernommen und eine der Gruppen, die „Inspiration“, ausgeführt. Um 1887/88 wohnte er auf der Potsdamerstraße 66, nun zusammen mit seiner Frau Henny. Anfang 1890 bezogen die Geigers ein Haus in der Nachodstraße Ecke Kaiserallee in Berlin-Wilmersdorf.
Von 1893 bis 1897 war er Mitglied der Preußischen Akademie der Künste in Berlin. In der Folgezeit stellte er mehrmals auf den internationalen Kunstausstellungen in Berlin und München aus. Er wirkte bis zu seinem frühen Tod mit nur 47 Jahren durch zwei kurz aufeinander folgende Blutstürze an zahlreichen Bauwerken und – auch international – an Denkmälern mit.
Geiger war mit der Bildhauerin Henny, geborene Spiegel (1856–1915), verheiratet, die unter anderem eine Büste ihres Gatten und des Architekten Bruno Schmitz fertigte und eine Schülerin von Max Klein war. Im Münchner Glaspalast stellte sie in den Jahren 1889 bis 1892 unter der Bezeichnung „Gestrandet“ die Figur eines ertrunkenen Mädchens aus.
Für die realitätsnahe Gestaltung der beiden Büsten wurde sie in der Kunst-chronik 1892 lobend erwähnt:

„Das beste Porträt der Ausstellung ist ein plastisches: die Marmorbüste des Bildhauers N. Geiger von der Hand seiner Gattin Henny Geiger-Spiegel, die ihrem Lehrer und Gemahl in realistischer Wahrheit und resoluter Wiedergabe der Natur sehr nahe kommt, wofür auch ihre Büste des Architekten Bruno Schmitz Zeugnis ablegt.“

Geiger wurde auf dem Friedhof Wilmersdorf beigesetzt. Die in der Publikation von Willi Wohlberedt noch erfasste Grabstelle ist heute nicht mehr erhalten. In Lauingen wurde eine Straße nach ihm benannt.

## Werke (Auswahl)
Plastiken

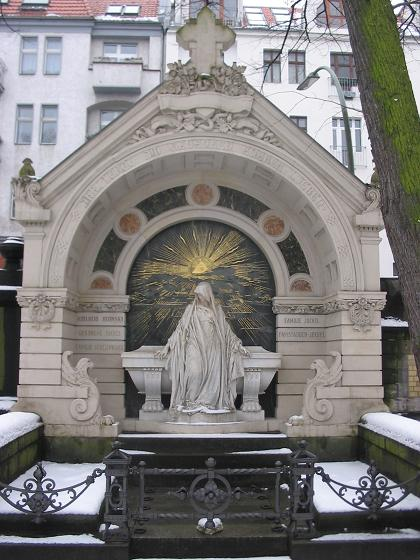
Grabstätte Carl Hofmann, Architektur von Bruno Schmitz, Skulptur Trauernde von Nikolaus Geiger, (Alter St.-Matthäus-Kirchhof Berlin)

- „Centaur mit tanzender Nymphe“, vor 1897, Bronze[11]
- „Kopf einer alten Frau“, vor 1897, Bronze[12]
- „Kopf eines jungen Mädchens“, vor 1897, Bronze[13]
- „Nach dem Sündenfall“, 1896, Bronze[14]
- Skulptur des Kaisers Friedrich Barbarossa für das Kyffhäuserdenkmal

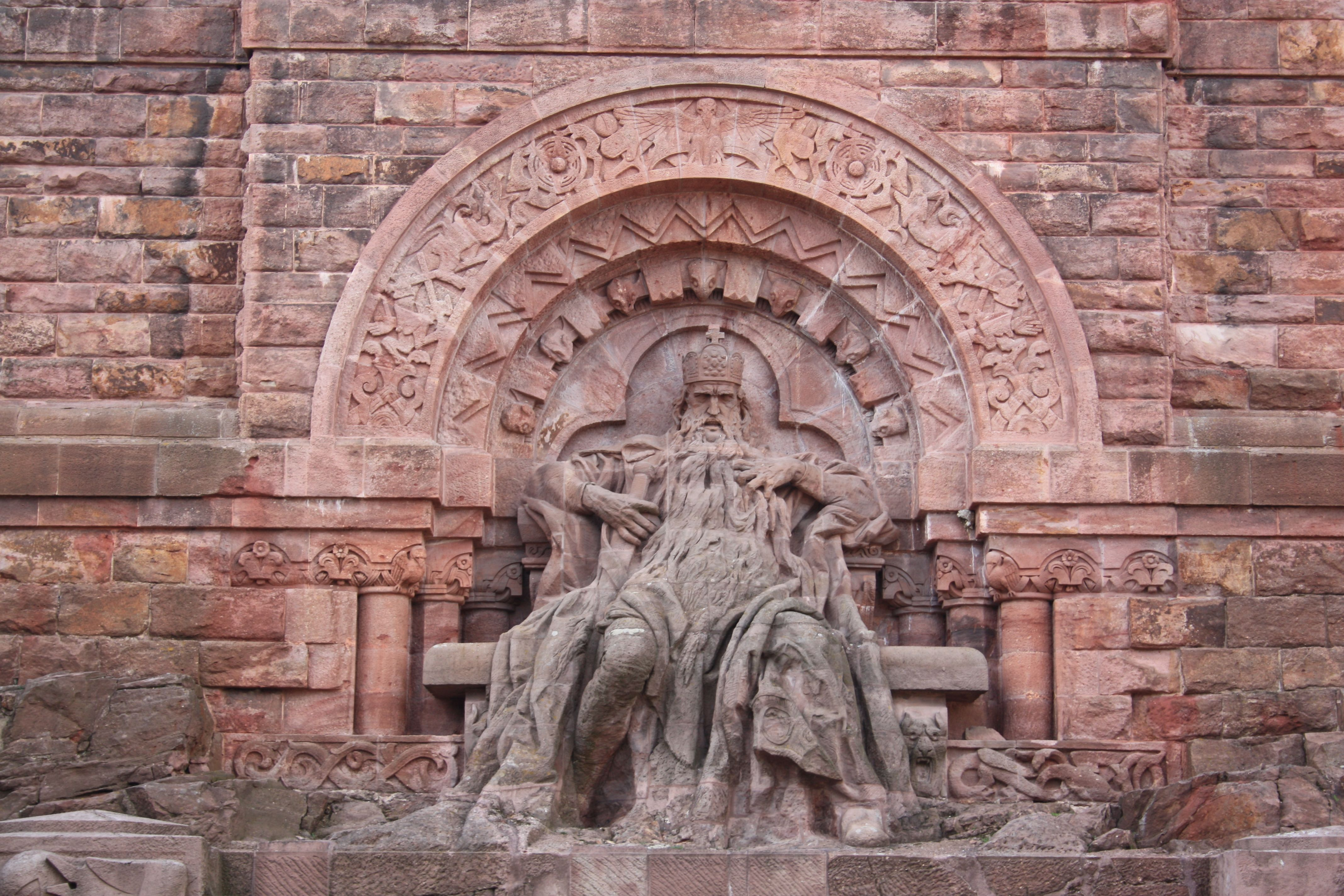
Skulptur des Kaisers Friedrich Barbarossa für das Kyffhäuserdenkmal
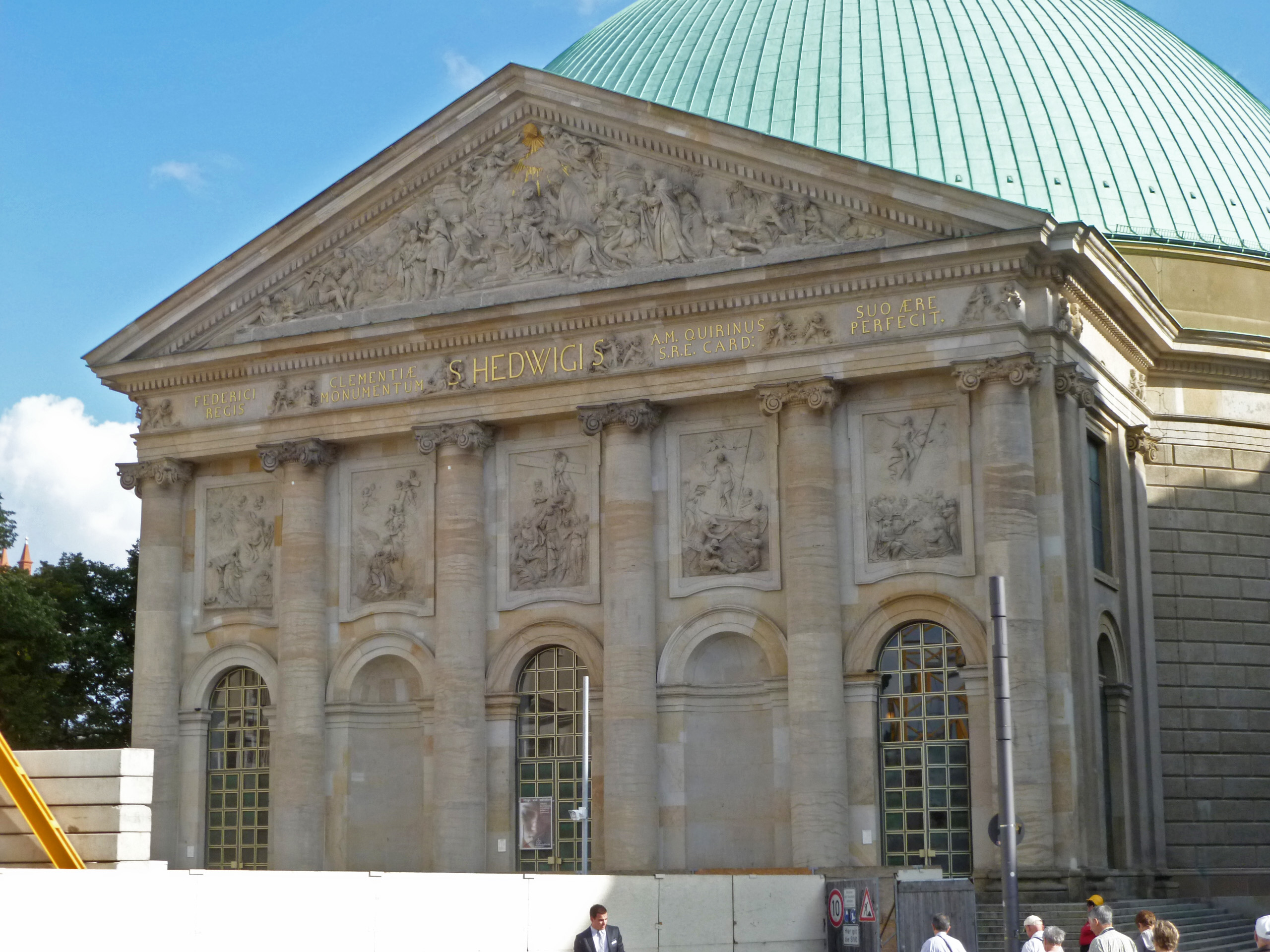
Giebelrelief St. Hedwigs-Kathedrale

- Hochfries „Die Armee“ für das Soldiers’ and Sailors’ Monument in Indianapolis USA
- 1886/1887: Atlanten Erde und Wasser am Wohnhaus Ecke Wilhelm- und Behrenstraße, Architekten Cremer & Wolffenstein[15]
- Relief Die Vollstreckung, Die Untersuchung, Das Urteil und Die Gnade in der Wartehalle des Reichsgerichtsgebäude Leipzig (Bauzeit zwischen 1888 und 1895)
- Giebelrelief Anbetung der Könige an der St.-Hedwigs-Kathedrale (nach einem Entwurf von Georg Franz Ebenhech aus dem 18. Jahrhundert);[16] Fertigstellung Henny Geiger-Spiegel[17]

Dresdner Bank am Opernplatz, 1888

Zahlreiche weitere Werke wurden im Zweiten Weltkrieg zerstört, u. a. die Skulpturen in der Villa Saloschin in Berlin, die lebensgroße Statue „Arbeit“ für die Reichsbank in Berlin, der figürlicher Fries und die krönende Figurengruppe über der Attika des Mittelbaus der Dresdner Bank, vier Figuren an der Ecke des Werderhaus Berlin.
Gemälde
- Die Sünderin, 1884, 1898 durch die Nationalgalerie Berlin angekauft
- Deckengemälde Anbetung des Christkinds in der St.-Hedwigs-Kathedrale in Berlin